# Medalla de la Guerra de la Xina (1842)

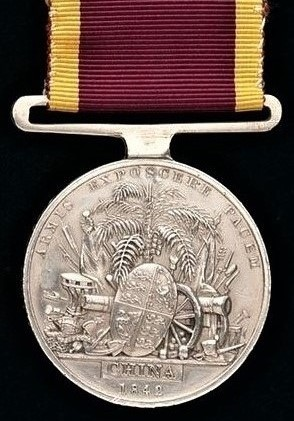
Revers de la medalla

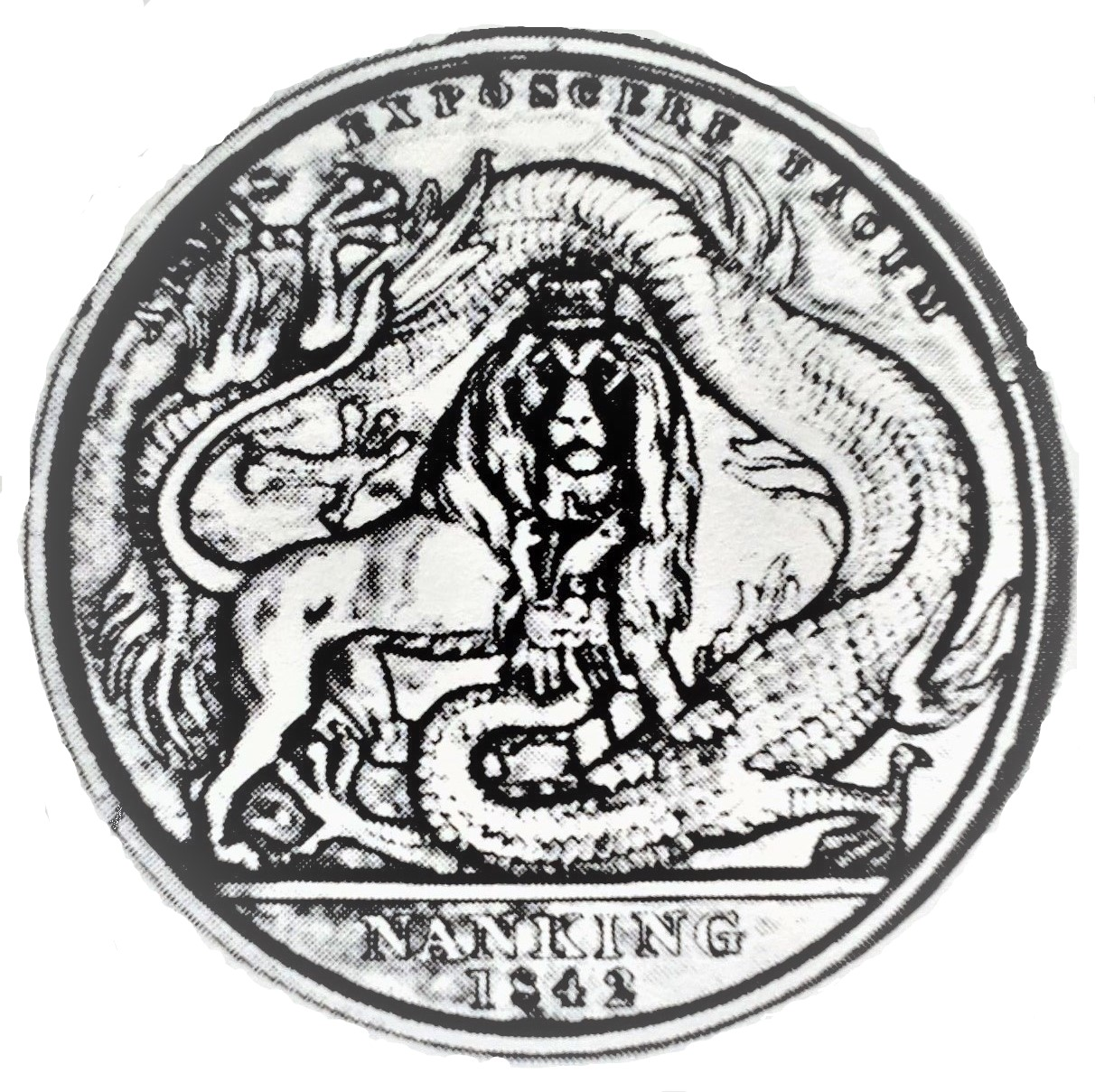
Disseny original del revers

La Medalla de la Guerra de la Xina va ser emesa pel govern britànic el 1843 als membres de les forces britàniques i índies que van participar en la Primera Guerra de l'Opi (1839–42). La medalla va ser dissenyada per William Wyon.

## Destinataris
La medalla de la guerra de la Xina va ser pensada originalment pel governador general de l'Índia, l'octubre de 1842, per ser concedida exclusivament a tots els rangs de les forces de l'Honorable Companyia de les Índies Orientals. En canvi, el 1843, sota la direcció de la reina Victòria , el govern britànic va autoritzar el seu premi a tots els membres de l'exèrcit britànic, la marina reial i l'exèrcit i la marina de l'Índia, que havien format part a unitats que havien "servit amb distinció" a la Xina entre 5 de juliol de 1840 i 29 d'agost de 1842. El premi abastava les actuacions següents:
- Operacions del riu de Canton de 1841 (Primera i Segona Batalla de Canton).
- Primera i segona captura de Chusan, el 1840 i el 1841.
- Batalles d'Amoy, Ningpo, Chinhai, Tzeki, Chapu, Woosung, al riu Iang-Tsé , i l'assalt de Chinkiang.[1]

Aquesta campanya es va conèixer com la Primera Guerra de l'Opi, que va acabar amb la presa de Nanquín. El tractat resultant va obrir cinc ports al comerç i va cedir Hong Kong a la Gran Bretanya.

## Descripció
- Anvers: el cap diademat de la reina Victòria amb la llegenda "VICTORIA REGINA".
- Revers: un escut amb l'escut reial amb una palmera i un trofeu d'armes al darrere, amb la inscripció " ARMIS EXPOSCERE PACIM " a dalt i "CHINA 1842" a l'exerg inferior.[2]

Aquest disseny invers també es va utilitzar per a les medalles de la Segona i Tercera Guerra de la Xina.
El revers de la medalla de la Primera Guerra de la Xina es va dissenyar originalment representant el lleó britànic trepitjant el drac xinès caigut. No obstant això, es considerava massa insensible als xinesos i per això es va utilitzar el contrari descrit anteriorment, tot i que es van fer una sèrie d'exemplars del primer tipus.
El tirant no giratori és llis i recte sent soldat directament a la medalla.
La cinta de 35 mil·límetres (1,4 polzades) d'ample és carmesí amb vores grogues amples, el carmesí representa el color heràldic de Gran Bretanya i el groc el color imperial de la Xina.
No es va autoritzar cap fermall per a aquesta medalla.
Les medalles van ser anomenades amb lletres majúscules en negreta amb estrelles utilitzades per omplir els espais com a la Medalla de Waterloo. Tanmateix, com que es van utilitzar nous gracats per a aquesta medalla, la denominació sembla una mica més nítida que en els exemples de la medalla de Waterloo.
Els destinataris d'aquesta medalla que també es van classificar per a la medalla de la Segona Guerra de la Xina el 1861 van rebre un fermall amb la inscripció China 1842 per afegir a la seva medalla existent, a més de qualsevol fermall relacionat amb la segona guerra a la qual tenien dret. Tot i que aquests fermalls estaven destinats a ser fixats a la medalla anterior, la diferent amplada i estil dels dos tirants va fer que no estigués clar com s'havia de fer. Com a resultat, els fermalls sovint es lliscaven simplement sobre la cinta que de vegades es substituïa pel tipus més estret de 32 mm subministrat amb la segona medalla. Altres destinataris de la medalla anterior van substituir el tirant original per un de semblant al que es trobava a la segona medalla.